# Obermarkt (Worms)
Der Obermarkt ist ein Platz im historischen Zentrum von Worms.

## Geografische Lage
Der Obermarkt lag nächst dem Inneren Neutor (zerstört im Pfälzischen Erbfolgekrieg 1689) und damit der Verbindung der Stadt nach Westen. Topografisch lag der Obermarkt oberhalb des (Haupt-)Marktes, auch „Untermarkt“, daher die Bezeichnung.

## Geschichte
Die älteste erhaltene Erwähnung des Obermarktes findet sich in einer Urkunde aus dem Jahr 1213. Der Platz wurde im Alltag als Marktplatz genutzt und diente bei besonderen Ereignissen als Veranstaltungsfläche. So ließ Kaiser Maximilian I. während des Reichstags zu Worms 1495 hier Turniere ausrichten.
Von 1906 bis 1955 verlief die Trasse der Wormser Straßenbahn, befahren von der Linie 2 (Barbarossaplatz – Worms Hauptbahnhof – Worms-Hochheim / Worms-Pfiffligheim), über den Obermarkt.
Nach dem Zweiten Weltkrieg war der Obermarkt bis 1975 ein innerstädtischer Parkplatz und wurde dann in die Fußgängerzone der Wormser Innenstadt einbezogen.

## Bauwerke

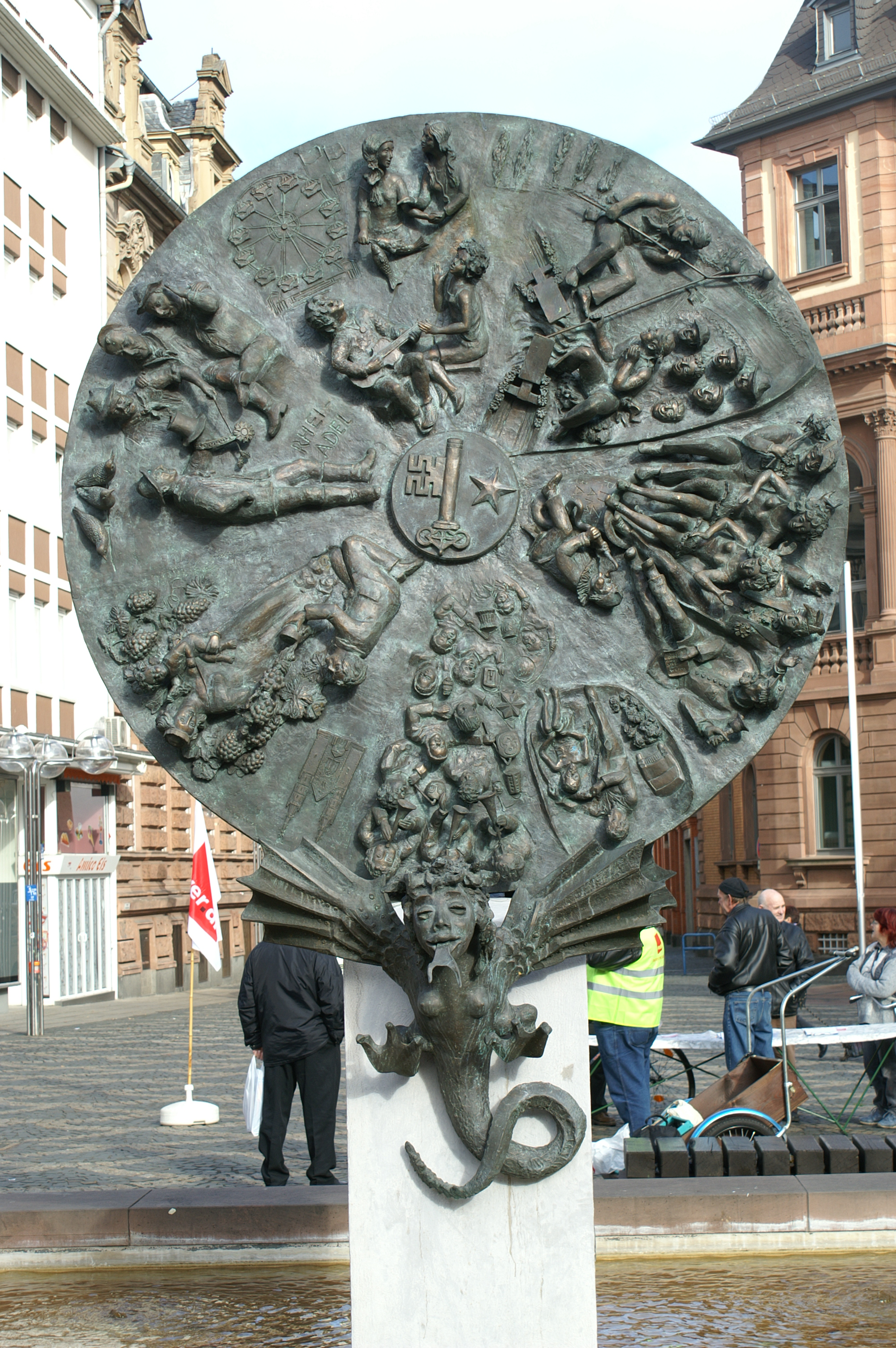
Schicksalsrad von Gustav Nonnenmacher

- Die architektonische Schauseite des Amtsgerichts Worms ist auf den Obermarkt ausgerichtet, auch wenn es von seiner Adresse her zur Hardtgasse zählt.[6]
- In der Mitte des Platzes steht ein Brunnen mit der beweglichen Skulptur „Schicksalsrad“ von Gustav Nonnenmacher.[7]